# Alexander Sondermann
Alexander Sondermann war ein deutscher nationalsozialistischer Funktionär, der ab 1937 das Reichspropagandaamt im Gau Mecklenburg in Schwerin leitete.

## Leben
Sondermann trat in die NSDAP ein und wurde im Gau Mecklenburg Gaupropaganda- und Landesstellenleiter. Als 1937 in Schwerin das Reichspropagandaamt aus der Landesstelle Mecklenburg des Reichsministeriums für Volksaufklärung und Propaganda gebildet wurde, übernahm er dessen Leitung, nachdem er bereits 1935 zum Landeskulturwalter ernannt worden war. Sein Dienstsitz war der „Nordische Hof“. Er wird u. a. in den Tagebüchern von Joseph Goebbels genannt und stand mit ihm im Briefwechsel.